# Juan Ignacio Brex

a Compétitions nationales et continentales officielles uniquement.

b Matchs officiels uniquement.
Dernière mise à jour le 25 février 2025.
Juan Ignacio Brex, né le 26 mai 1992 à Buenos Aires, est un joueur italo-argentin de rugby à XV et rugby à sept évoluant au poste de centre au sein du Benetton Trévise.

## Biographie

### Carrière

#### En club
En février 2023, il prolonge son contrat jusqu'en 2025 avec le Benetton Trévise.

#### En sélection nationale
Passé par les sélections de jeune et l'équipe de développement argentines en rugby à XV, Brex s'illustre surtout à sept dans les World Rugby Sevens Series.
International à sept avec l'Argentine donc, il devient néanmoins aussi international avec l'Italie pour le tournoi de qualification aux Jeux olympiques, après avoir passé plus de 4 ans dans des clubs italiens.
Grâce à cela — en plus de sa résidence en Italie et du passeport italien qu'il possède grâce à ses grands-parents — il devient également éligible pour la sélection italienne à XV en novembre 2020.
En mai 2023, il est sélectionné avec l'Italie dans un groupe de 46 joueurs pour préparer la Coupe du monde 2023. Il dispute les quatre matchs de son équipe en tant que titulaire lors de la compétition.
En janvier 2024, il est convoqué pour le Tournoi des Six Nations.